# Кристоф II фон Дона-Шлодиен
Кристоф II фон Дона-Шлодиен (на немски: Christoph II Burggraf und Graf zu Dohna-Schlodien; * 25 октомври 1702, Шлодиен (Гладише), Източна Прусия/Полша; † 19 май 1762, Берлин) е бургграф и граф на Дона-Шлобитен в Източна Прусия/Полша и пруски генерал.

## Биография
Той е третият син, седмото дете, на генерал и дипломат бургграф и граф Кристоф I фон Дона-Шлодиен (1665 – 1733) и съпругата му графиня и бургграфиня Фреде-Мария цу Дона (1660 – 1729), дъщеря на бургграф и граф Кристиан Албрехт фон Дона (1621 – 1677) и София Доротея ван Бредероде (1620 – 1678).
Той влиза във войската и през 1723 г. има първата си своя компания. През 1727 г. най-младият хауптман става полковник-лейтенант и на 28 юли 1740 г. е пруски полковник. На 20 юни 1745 г. става генерал-майор, на 25 януари 1751 г. генерал-лейтенант. Отличава се в двете войни против Силезия (1740 и 1763). През април 1758 г. той получава главното командване на войските в Померания. Бие се против Швеция и през 1758 г. против Русия.
През април 1759 г. отива да си почине в Берлин. След оздравяването му той марширува на 24 юни 1759 г. до Полша, за да попречи на Русия да навлезе в Силезия. На 22 юли 1759 г. е извикан в Берлин и остава да живее там, където умира на 59 години.

## Фамилия
Кристоф II фон Дона-Шлодиен се жени на 18 октомври 1734 г. в Кьостритц (или във Вилденфелс) за графиня Фридерика Амалия Албертина фон Золмс-Вилденфелс (* 28 май 1714, Кьостритц; † 9 април 1755, Кьонигсберг), единствената дъщеря на граф Хайнрих Вилхелм фон Золмс-Вилденфелс (1675 – 1741) и втората му съпруга бургграфиня и графиня София Албертина фон Дона (1674 – 1746). Те имат десет деца:
- Кристоф (* 1735; † 1736)
- Хайнрих Албрехт (*1736; † 1737)
- Мориц Вилхелм Хайнрих (* 2 декември 1737, Хале; † 4 март 1777, Англия), бургграф и граф на Дона-Шлодиен, женен на 2 юни 1767 г. близо до Лондон за графиня Мария Агнес фон Цинцендорф и Потендорф (* 7 ноември 1735; † 17 февруари 1784, Хернхут)
- Кристоф (* 1743; † 1744))
- Фридрих Вилхелм Леополд Карл (* 1747, Берлин; † 1761, Берлин)
- Лудвиг Александер (* 2 август 1750, Кьонигсберг; † 2 юни 1804, Кьонигсберг), бургграф и граф на Дона-Шлодиен, женен на 16 юни 1780 г. в Кьонигсберг за графиня Каролина фон Дьонхоф (* 26 февруари 1762; † 23 февруари 1820, Кьонигсберг)
- Кристоф (* 1752, Кьонигсберг; † 1753)
- София Албертина Амéлия (* 1741; † пр. 1750)
- Фреда Амалия (* 1742; † 1746)
- Амалия (* 11 декември 1747, Берлин; † 10 април 1768, Шлодиен)